# 广州中车铁路机车车辆销售租赁
广州中车铁路机车车辆销售租赁有限公司，简称广州中车，曾稱广州中车铁路机车车辆销售服务有限公司，是中国经营铁路车辆销售及租赁业务的公司。

## 历史
成立于1997年，其产品包括柴油机车、电力机车、铁路客车、货车及动车组等。股東為杨建宇及蒋琼毅。據稱，公司发起股东为杨建宇和叶碧霞。
1998年5月30日向广深铁路股份有限公司租赁5辆韶山8型电力机车（SS8-0063至0067），至2001年把8列“蓝箭”动车组租予广深；以上車輛已於2000至2006年間由廣深鐵路買斷。
广州中车是中车青岛四方机车车辆的股東之一。

## 子公司
- 广州中车轨道交通装备股份有限公司（不是广州中车轨道交通装备有限公司）
- 江门中车铁路机车车辆销售租赁